# Dave Foster
Dave Foster este un muzician american care a fost al treilea baterist al formației de grunge rock Nirvana. 